# Enrique Eguía Seguí
Enrique Eguía Seguí (Buenos Aires, 9 de diciembre de 1962) es un eclesiástico católico argentino. Es el obispo-prelado de Deán Funes, desde octubre de 2023. Fue obispo auxiliar de Buenos Aires, entre 2008 y 2023.

## Biografía
Enrique nació el 9 de diciembre de 1962, en la ciudad argentina de Buenos Aires.
Completó sus estudios eclesiásticos en el Seminario Metropolitano de Buenos Aires.
Realizó estudios en la Facultad de Teología de la Universidad Católica Argentina (UCA), donde obtuvo el bachillerato y el profesorado en Teología.

### Sacerdocio
Su ordenación sacerdotal fue el 3 de diciembre de 1988, en el Estadio Luna Park, a manos del cardenal-arzobispo Juan Carlos Aramburu; incardinándose en la arquidiócesis de Buenos Aires.
Como sacerdote desempeñó los siguientes ministerios:
- Párroco de Ntra. Sra. de la Esperanza (1993-2008).[2]
- Miembro del Consejo Presbiteral, director ejecutivo de la Vicaría episcopal para la Pastoral y responsable de la Comisión arquidiocesana para la Formación Permanente del Clero.[2]
- Colaborador de la CEA para Cursos de Formación del Clero y en el Secretariado.
- Miembro del Consejo de Redacción y director de la Revista Pastores.[4]

### Episcopado
Obispo auxiliar de Buenos Aires

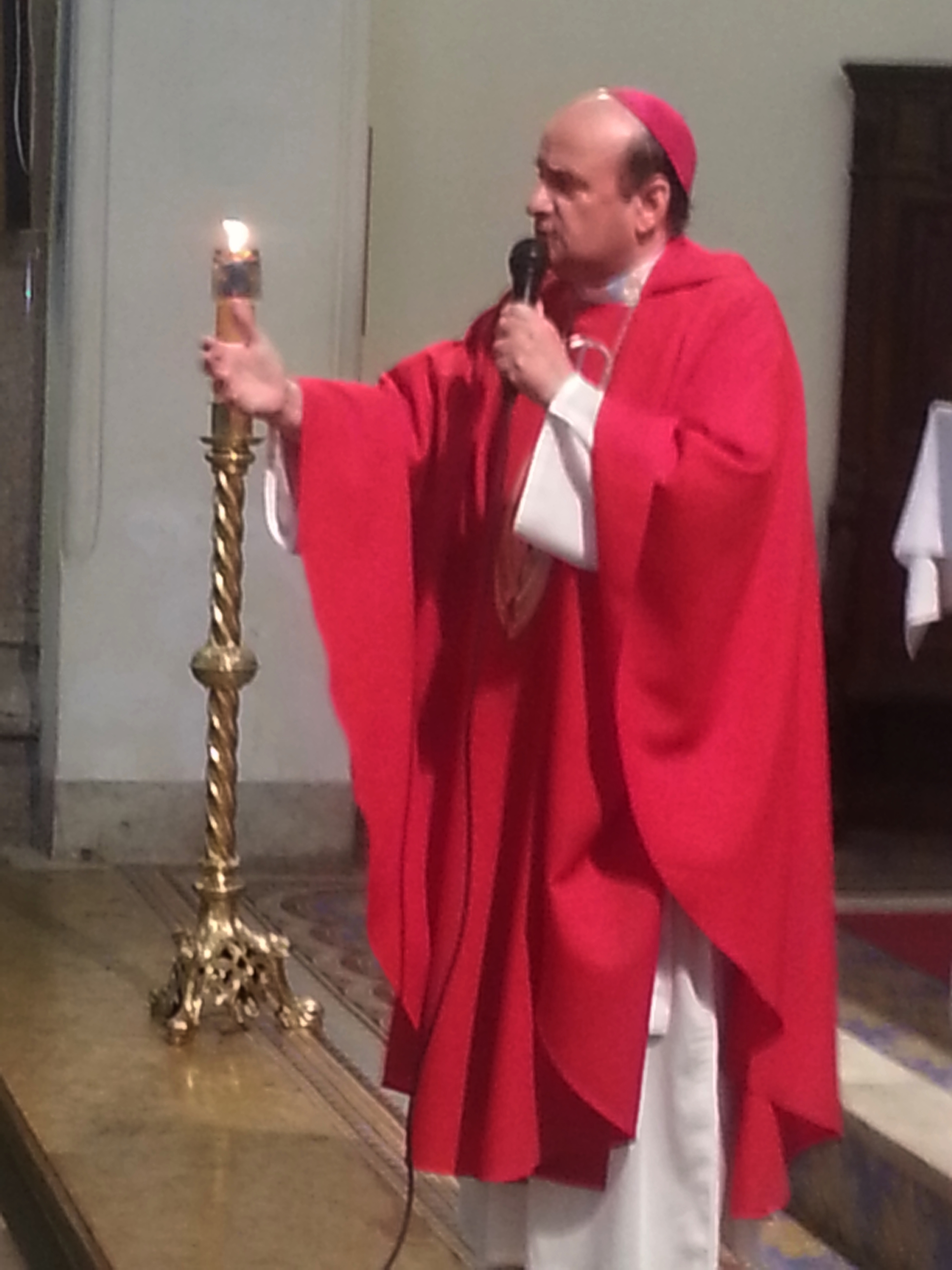
Eguía durante una homilía en misa de Confirmaciones (2015).

El 4 de septiembre de 2008, el papa Benedicto XVI lo nombró obispo titular de Cissi y obispo auxiliar de Buenos Aires. Fue consagrado el 11 de octubre del mismo año, en la Catedral de Buenos Aires; a manos del cardenal-arzobispo Jorge Bergoglio SJ.
- Vicario episcopal de la Vicaría de Belgrano.[1]
- Vicario episcopal de la Vicaría Centro (hasta 2015).
- Provicario general y vicario episcopal para la Pastoral (2015-2021).[7]
- Vicario general y moderador de la Curia (2021-2023).[8]
- Vicario episcopal de la Vicaría de Devoto (2023).[9]

En la Conferencia Episcopal Argentina (CEA), fue secretario general y delegado ante el Celam (2008-2014); y presidente del Consejo de Asuntos Económicos (2014-2020) en la Conferencia Episcopal Argentina (CEA).
Obispo-Prelado de Deán Funes
El 28 de octubre de 2023, el papa Francisco lo nombró obispo-prelado de Deán Funes. Tomó posesión canónica el 17 de diciembre del mismo año, durante una ceremonia en la Catedral de Deán Funes.
En la CEA es, desde noviembre de 2021, miembro de la Comisión episcopal de Pastoral Universitaria, de la cual es su presidente, desde 2024. También es miembro del Consejo de Asuntos Económicos de la CEA, desde 2024.